# Iztok Puc
Iztok Puc (Slovenj Gradec, 14 de setembro de 1966 - 20 de outubro de 2011) foi um handebolista profissional esloveno, campeão olímpico em 1996. 

## Carreira
Iztok Puc fez parte do elenco da Iugoslávia medalha de bronze de Seul 1988, jogando 6 partidas. Pela Croácia foi campeão olímpico em Atlanta em 1996, atuando em 3 partidas com 6 gols. E em 2000 atuou enfim pelo seu país natal, a Eslovênia com sete jogos e 17 gols.
Puc no começo de 2011 descobriu um câncer de pulmão, e faleceu em outubro do mesmo ano em San Diego, deixando um grande legado na comunidade do handebol dos balcãs.

## Títulos
- Jogos Olímpicos:
  - Ouro: 1996
  - Bronze: 1988